# Zatrephes ignota
Zatrephes ignota är en fjärilsart som beskrevs av William Schaus 1921. Zatrephes ignota ingår i släktet Zatrephes och familjen björnspinnare. Inga underarter finns listade i Catalogue of Life.